# Železniční nehoda v Sekulích
Železniční nehoda v Sekulích se stala v neděli 5. srpna 1947 ve 23:40 v Sekulích v západním Slovensku na železniční trati Bratislava–Kúty, 5 km od českých hranic. Zemřelo při ní 19 lidí a 18 bylo těžce raněno.

## Průběh události

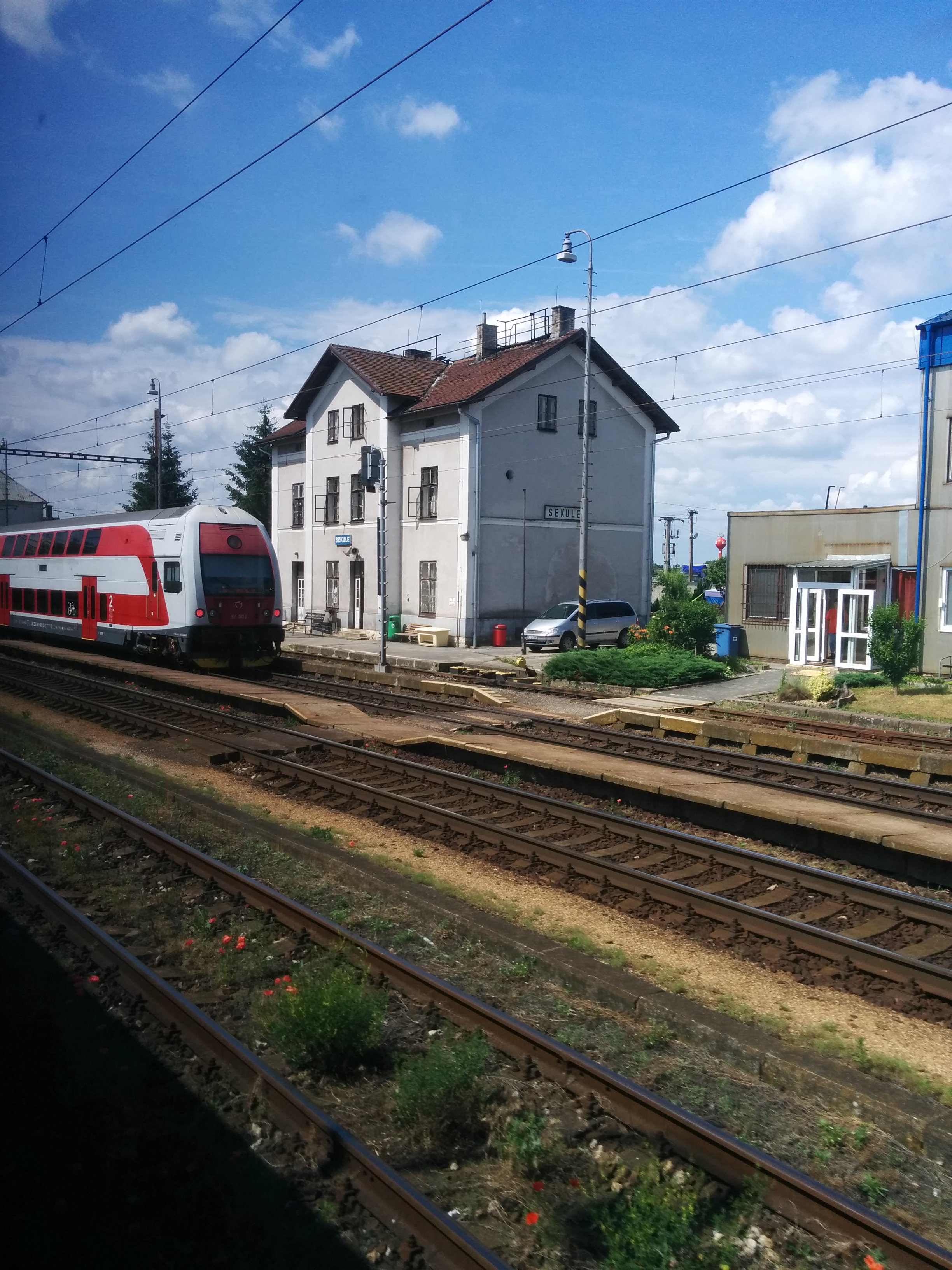
Železniční stanice Sekule v roce 2018

Na železniční trati v úseku Sekule – Kúty byla od 3. srpna částečná výluka a z toho důvodu i omezen provoz. Úsekem se mělo projíždět pouze rychlostí 30 km/h. V neděli 5. srpna přijel mezinárodní rychlík R9 Balkánský expres z Prahy do Bratislavy a ve stejný den, asi hodinu před půlnocí, se vracel zase zpět.
Strojvůdce rychlíku z Bratislavy do Prahy nerespektoval výstražné znamení a na sekulské nádraží vjel rychlostí 92 km/h. Správně měl zpomalit a před železniční stanicí přejet přes výhybku z druhé koleje na první. Vlak vykolejil, parní lokomotiva se převrátila na bok a její posádka utrpěla jen lehká povrchová zranění. Více než 10 vagonů bylo zdemolováno a vklíněno do sebe. Na místě zemřelo 16 cestujících a později 3 další. Těžce zraněných bylo 18 lidí, dalších 27 včetně tří zaměstnanců železnice bylo zraněno lehce. Byla způsobena škoda za 20 milionů korun. Za nehodu byl strojvůdce z depa Praha Masarykovo nádraží odsouzen na více než 1 rok odnětí svobody nepodmíněně a propuštěn ze služby.